# Bukovec (district de Plzeň-Sud)
Pour les articles homonymes, voir Bukovec.
Bukovec (en allemand : Mogolzen) est une commune du district de Plzeň-Sud, dans la région de Plzeň, en Tchéquie. Sa population s'élevait à 124 habitants en 2022.

## Géographie
Bukovec se trouve à 8 km à l'ouest de Holýšov, à 17 km au nord-nord-est de Domažlice, à 33 km à l'ouest-sud-ouest de Plzeň et à 118 km à l'ouest-sud-ouest de Prague.
La commune est limitée par Černovice et Honezovice au nord, par Čečovice à l'est, par Puclice au sud, et par Horšovský Týn et Semněvice à l'ouest.

## Histoire
La première mention écrite du village date de 1177.
Le 1er janvier 2021, la commune a été détachée du district de Domažlice et réunie au district de Plzeň-Sud.

## Galerie

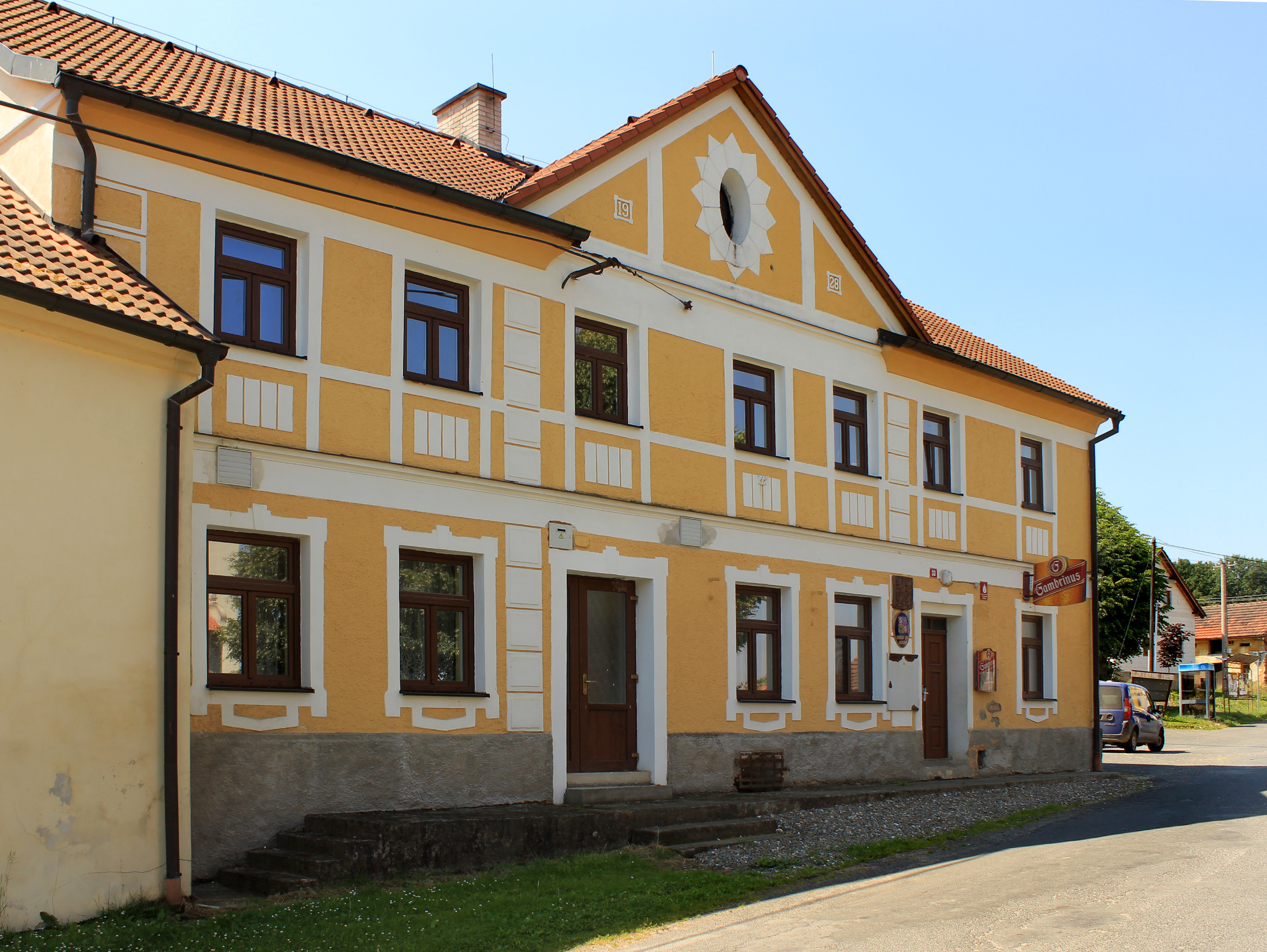
Bukovec : la mairie.
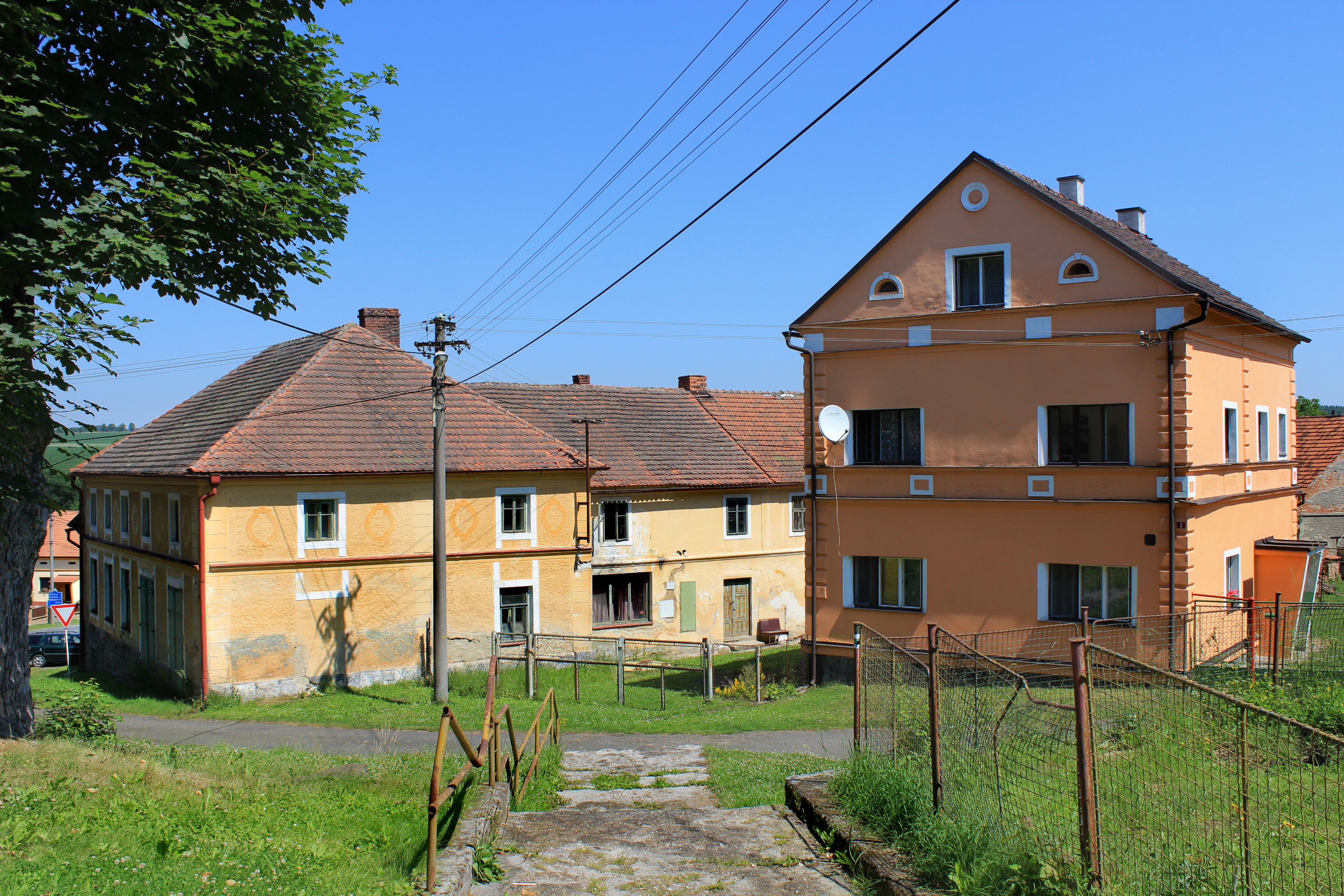
Maisons à Bukovec.

## Transports
Par la route, Bukovec se trouve à 8 km de Staňkov, à 21 km de Domažlice, à 38 km de Plzeň et à 131 km de Prague.